# توماس موندی پترسون
توماس موندی پترسون (۶ اکتبر، ۱۸۲۴ – ۴ فوریه ۱۹۰۴) اهل پرت امبوی در نیوجرسی، نخستین آمریکایی آفریقایی تبار بود که در انتخاباتی رسمی در ایالات متحده آمریکا رای داد. رای او در جریان پیوست اصلاحیه پانزدهم به قانون اساسی ایالات متحده آمریکا و در تاریخ ۳۱ مارس ۱۸۷۰ میلادی صورت پذیرفت.

## یادگارها
در اکتبر ۱۹۸۹ میلادی، مدرسه‌ای که پترسون در آن کار می‌کرد، به نام او تغییر نام داد.
در نیوجرسی، ۳۱ مارس به دلیل رای تاریخی پترسون به عنوان روز توماس موندی پترسون جشن گرفته می‌شود.